# France 24
France 24 (France Vingt-Quatre, Франс ван катр) — цілодобовий канал, який надає свої програми по супутнику, кабелю, в Інтернеті та на стільникових телефонах. Цей канал фінансується урядом Франції. Канал було запущено 6 грудня 2006 року, о 21:30 (за київським часом) у м. Парижі.
Основні конкуренти каналу — CNN та Голос Америки (США), BBC World (Велика Британія), EuroNews (Європа), Deutsche Welle (Німеччина) та Al Jazeera (Катар).

## Розклад мовлення
Мовлення ведеться на чотирьох каналах. Перший канал надається французькою мовою. Другий канал надається англійською. Третій канал надається арабською. Четвертий канал надається іспанською.
Типовий годинний блок мовлення виглядає так:
00-10  Новини
10-13  Погода
14-30  Репортажі, тематичні програми та реклама
30-40  Новини
40-43  Погода
43-60  Репортажі, тематичні програми та реклама

## Культурна тематика в ефірі каналу
Станом на 2019 рік, відповідно до інформації, яка була зазначена на офіційному сайті каналу в розділі «Програми», в ефірі каналу France 24 транслювалися 34 програми. З-поміж них, відповідно до їхнього змісту, основними телепрограмами, в яких висвітлювалася культурна складова — це, насамперед,  телепрограми  «À  l’affiche!» (з франц. — «На афіші») та «Le  Paris des Arts» (з франц. — «Париж мистецтв»). По-перше, самі назви цих передач безпосередньо вказують на те, що вони мають стосунок до культурної тематики. По-друге, з їхнього короткого опису можна дізнатися, що вони висвітлюють теми культури. По-третє, проглянувши анонси до кожної конкретної передачі, можливо дійти до висновку, що їхніми гостями чи героями, про діяльність і життя яких розповідається, є особистості, чиї професії, захоплення пов’язані з мистецтвом і культурою. Серед передач каналу є ще одна, що лише опосередковано стосується предмету культурної тематики. Це передача під назвою «Vous êtez ici» (з франц. — «Ви – тут»).